# Pekka Halonen

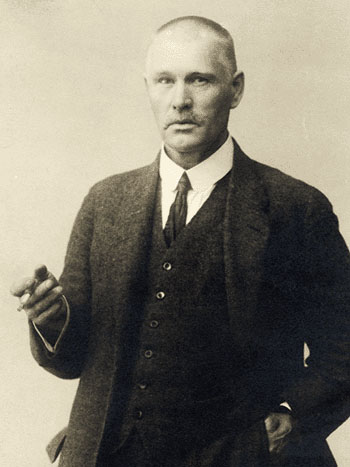
Pekka Halonen, 1899

Pekka Halonen (* 23. September 1865 in Lapinlahti; † 1. Dezember 1933 in Tuusula) war ein finnischer Maler. Er gehört zu den Vertretern des sogenannten „goldenen Zeitalters“ der finnischen Kunst um die Jahrhundertwende. Pekka Halonen ist besonders bekannt für seine meist winterlichen Landschaftsmalereien. Er ist der bekannteste Spross der Halonen-Künstlerfamilie.

## Leben
Pekka Halonen wurde am 23. September 1865 in Lapinlahti bei Kuopio in der ostfinnischen Savo-Region als Sohn des Landwirts Olli Halonen und dessen Frau Vilhelmiina geboren. Die Familie lebte in einfachen Verhältnissen und hatte fünf Söhne und zwei Töchter, Pekka Halonen war das drittälteste der Kinder. Von seinem Vater, einem Freizeitmaler, lernte er dennoch die ersten handwerklichen Fähigkeiten als Maler.
Als erster aus seiner Familie wählte Pekka Halonen die Kunst als sein Metier und studierte zunächst 1886–1890 an der Zeichenschule des Finnischen Kunstvereins in Helsinki. 1891 ging er nach Paris, wo er sich an der Académie Julian einschrieb, aber bereits im folgenden Jahr nach Finnland zurückkehrte, um in Karelien zu malen, dort durchlebte eine spirituelle Krise. Ende 1892 ging er wieder nach Paris, um bis 1894  u. a. bei Paul Gauguin und an der Académie Vitti zu lernen. Er interessierte sich für die mystische Philosophie.
1895 heiratete Halonen Maija Mäkinen, aus der Ehe entstanden acht Kinder. 1898 zog er mit seiner Familie ins südfinnische Tuusula. In der Landgemeinde nördlich von Helsinki und dem benachbarten Järvenpää hatte sich eine Künstlerkolonie um den Maler Eero Järnefelt, den Komponisten Jean Sibelius und den Schriftsteller Juhani Aho, einen Freund Halonens, gebildet. Halonen ließ sich dort am Tuusulanjärvi-See eine Atelierwohnung Halosenniemi erbauen.

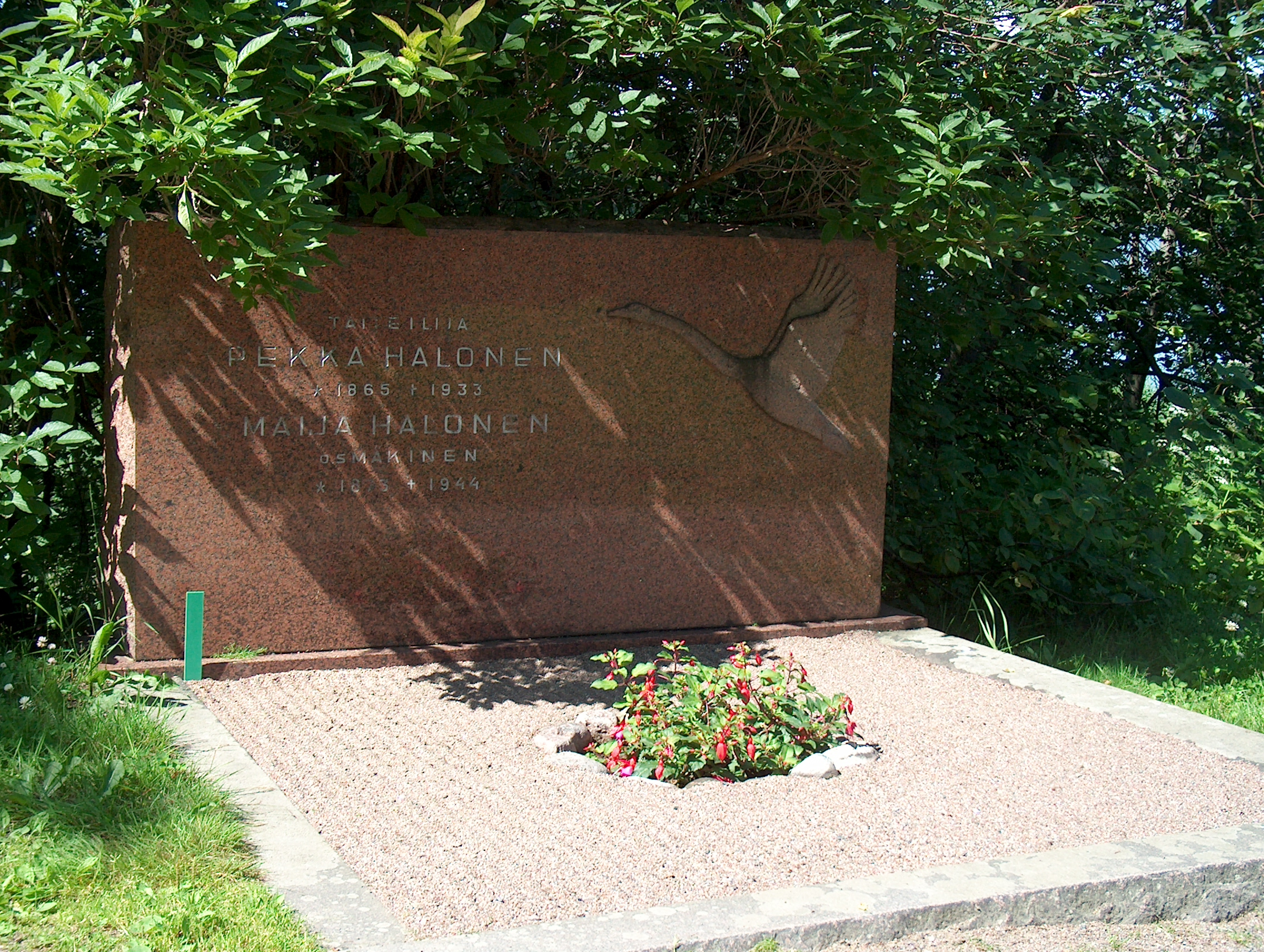
Halonens Grab

Am 1. Dezember 1933 verstarb Pekka Halonen in seinem Haus Halosenniemi in Tuusula.

## Halosenniemi Museum
Die Villa von Pekka Halonen in Tuusula ist als Museum geöffnet. Der große Garten, die Sauna, die Sommerhütte seiner jüngsten Tochter Kaija und der Strand gehören zum Museumsgelände. Der Garten machte die Familie mit acht Kindern zu Selbstversorgern. Auch Pekka Halonens Werke befassen sich in großem Umfang mit Früchten, Pflanzen und Gemüse aus seinem Garten, 1912 malte er z. B. das Bild „Tomaten“.
Das Gebäude, das 1949, fünf Jahre nach dem Tode seiner Ehefrau Majya an die Gemeinde verkauft wurde, ist im Originalzustand. In zwei Stockwerken und dem großen Atelierraum lässt sich der Geist der damaligen Künstlerkolonie um Pekka Halonen erahnen. Zur Ausstellung der Werke Hallonens und seiner Malerfreunde kommen Exponate zeitgenössischer Künstler hinzu.
Im Haus finden auch Konzerte und Lesungen statt. Die Felsen am Strand eignen sich auch für eine kleine Ruhepause oder ein Picknick.
Im Museum gibt es Informationsmaterial in deutscher Sprache.
Auf der anderen Seite der Hauptstraße, unweit seiner Villa befindet sich die Pekka Halonen Kunstakademie.

## Werke (Auswahl)
- Niittomiehet (Die Mäher, 1891)
- Pihlaja (Vogelbeerbaum, 1894)

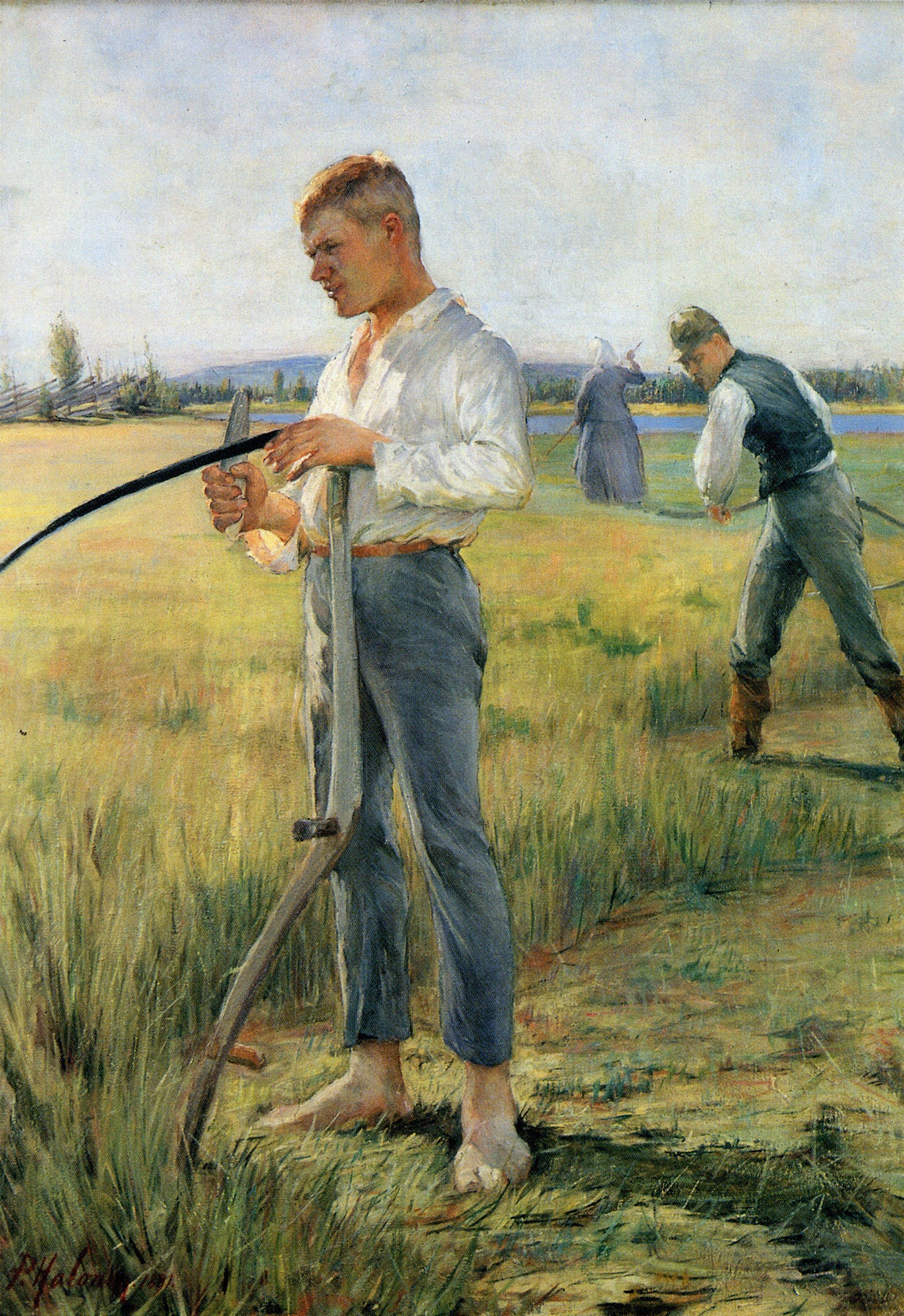
Niittomiehet (Die Mäher, 1891)

- Kaksoismuotokuva (Doppelportrait, 1895)
- Talvipäivä (Wintertag, 1895)
- Vainolaisia vastaan (Gegen die Verfolger, 1896)
- Erämaa (Wildnis, 1899)
- Ateria (Mahlzeit, 1899)
- Talvinen iltarusko (Winterliches Abendrot, 1899)
- Altartafel der Kirche von Mikkeli (1899)
- Avannolla (Am Eisloch, 1900)
- Tienraivaajia Karjalassa (Straßenbauer in Karelien, 1900)
- Altartafel der Kirche von Joroinen (1901)
- Fresken der Vorhalle des Juselium-Mausoleums in Pori (1902–1903)
- Altartafel des Doms von Viipuri (1914)